# Ein Herz und eine Seele
Ein Herz und eine Seele ist eine deutsche Fernsehserie, die von 1973 bis 1976 in zwei Staffeln vom WDR produziert wurde. Im Mittelpunkt steht das Leben der kleinbürgerlichen westdeutschen Familie Tetzlaff, deren ebenso cholerisches wie reaktionäres Oberhaupt „Ekel“ Alfred von Heinz Schubert verkörpert wird. Die Serie erreichte hohe Popularität und wird bis heute regelmäßig wiederholt.

## Handlung
Die Serie zeigt stark überspitzt das Zusammenleben einer westdeutschen Familie in einer nordrhein-westfälischen Reihenhaussiedlung zu Anfang der 1970er Jahre. In einer Folge wird Wattenscheid als Wohnort genannt. Sie behandelt neben üblichen Alltagsthemen vor allem das Aufeinanderprallen der kleinbürgerlich-konservativen Einstellung der Eltern mit den idealistischen Ansätzen der 68er-Bewegung, für die Tochter und Schwiegersohn stehen.

## Figuren

### Familie Tetzlaff
Alfred Tetzlaff (Ekel Alfred, * 10. April 1924 in Teplitz-Schönau)
Er ist die Hauptfigur und ein reaktionärer Spießer. Sein chauvinistisches Auftreten, seine abfälligen Äußerungen über die SPD-Regierung, seinen Schwiegersohn, Ausländer, Gastarbeiter, Juden und vieles mehr zielen dabei auf die zeitgenössischen kleinbürgerlichen Stammtischpolitiker. Er selbst wiederum ist des Öfteren Ziel von Witzen aufgrund seiner geringen Körpergröße. (Heinz Schubert maß 1,57 Meter.) 
Alfred arbeitet als kaufmännischer Angestellter in der Materialausgabe eines Unternehmens namens Blumenhagen & Söhne. Er liest gern die Bild-Zeitung und bezieht u. a. aus diesem Blatt auch sein angebliches Fachwissen um die Dinge in dieser Welt. Alfred ist Mitglied der CDU (Folge Rosenmontagszug). Als Einzelkind wuchs er in einer Zwei-Zimmer-Wohnung in Groß-Berlin auf (Folge Schlusswort), ist Fan von Hertha BSC und spricht mit leichtem Berliner Dialekt. Alfreds Vater war alkoholkrank und ein Choleriker (Schlusswort). 
Den Zweiten Weltkrieg erlebte Alfred zuletzt als Wehrmachts-Obergefreiter. Dabei diente er bei einer Versorgungskompanie in der Feldküche, war also nicht Front- sondern Etappensoldat. In den letzten Kriegstagen an der Ostfront erlitt er eine Verbrühung durch übergeschwappte Graupensuppe, sodass er das Ende des Krieges im Lazarett erlebte. In der Folge Selbstbedienung erzählt er vom Requirieren von Gütern in Polen, Italien, Frankreich und Russland. Laut Aussage seiner Frau Else blieb Alfred nach Kriegsende längere Zeit bewusst arbeitslos, obwohl beim Wiederaufbau dringend Hilfskräfte gesucht worden waren. Stattdessen verdingte er sich im Schwarzhandel, der aber nach der Währungsreform (1948) zum Erliegen kam. Erst dann nahm Alfred eine Anstellung an, „bei der er sitzen“ konnte (Schlusswort).
Wiederkehrende Elemente in der Serie sind, dass Alfred durch passende Sprichwörter oder literarische Zitate glänzen will, die er aber allesamt falsch wiedergibt („Namen sind Schall und Qualm“, „Du oder ich, das ist hier die Frage“, „Wenn du in Paris bist, benimm dich wie ein Pariser“, „Hier stehe ich und weiß von nichts. Gott helfe mir. Amen“) sowie sein unüberlegtes Benutzen von Zahlen („Das haben die römischen Imperatoren schon vor tausend Jahren gemacht“, „Morgen ist ein Sonntag, wie es im Jahr Hunderte gibt“). Ebenso verwechselt er gelegentlich Namen von bekannten Personen aus dem öffentlichen Leben („Da passt der Podgorny schon auf“ – er meinte Friedrich Nowottny vom WDR). 
Ferner versucht er in der Folge Silberne Hochzeit mit seinen französischen Sprachkenntnissen zu glänzen. So definiert er ein „Filet poivre“ (Filet in Pfeffer) fälschlicherweise als „Filet pauvre“ (pauvre = arm; also Filet für arme Leute, demnach eine Boulette). In der Folge Frühjahrsputz behauptet er, Willy Brandt sei ein Spion von Erich Honecker, wohingegen der „Bandenchef aus der Ostzone“ Walter Ulbricht ein Spion von Gehlen gewesen sei, der die Berliner Mauer gebaut haben soll, um die DDR finanziell zu ruinieren.
Else Dorothea Tetzlaff (geborene Böteführ; in Elmshorn)Ist eine einfältige Hausfrau, die nichts von Politik, Sport oder Kultur versteht und Alfred deshalb regelmäßig so auf die Palme bringt, dass er sie als „dusselige Kuh“ bezeichnet. So verwechselt sie beispielsweise in der Folge Rosenmontagszug den „französischen Bundeskanzler“ Pompidou mit dem angeblichen Mann von Madame de Pompadour, in der Folge Sylvesterpunsch den ehemaligen Bundeskanzler Kurt Georg Kiesinger mit Henry Kissinger, wobei sie erstaunt ist, dass die Deutschen einen jüdischen Bundeskanzler hatten oder in der Folge Tapetenwechsel die Watergate-Affäre mit der Schlacht bei Waterloo. In der Folge Frühjahrsputz hält sie Springreiter Paul Schockemöhle für den Torwart des FC Schalke 04. Auch hat sie Schwierigkeiten mit Sprichwörtern und Redewendungen („immer das Sophoklesschwert überm Kopf“). Else stammt ursprünglich aus Elmshorn und hat eine Schwester, Dorothea, die in der Folge Erntedankfest zu Besuch kommt, zu der sie allerdings sonst keine enge Beziehung hat. Die von Helga Feddersen verkörperte Else der zweiten Staffel ist wesentlich selbstbewusster als die ursprüngliche, von Elisabeth Wiedemann dargestellte und vermag es durchaus, Alfred Paroli zu bieten.
Rita Graf (geborene Tetzlaff)die Tochter des Hauses, arbeitet als Verkäuferin in der Kosmetikabteilung eines Kaufhauses. Sie ist mit Michael verheiratet und wohnt mit ihm zusammen in ihrem alten Kinderzimmer. Sie muss zwar auch regelmäßig die Launen ihres Vaters ertragen, da dieser seine Tochter für missraten hält, insbesondere im Gespräch mit anderen. Im Gegensatz zu ihrer Mutter und Michael ist sie aber eher selten Ziel der Schimpftiraden ihres Vaters. Rita ist zudem (der Zeit entsprechend) sehr „kess“ und gibt öfter lautstark Widerworte. In der letzten Folge, Schlußwort, erfährt man, dass sie schwanger ist.
Michael GrafAlfreds Schwiegersohn verkörpert den legeren, von den 68ern geprägten linksstehenden Mittzwanziger und wird deshalb vom Familienoberhaupt regelmäßig als „Sozi“, „Komsomolze“, „langhaarige bolschewistische Hyäne“, „Kommunistenschwein“, „kommunistischer Drecksack“, „anarchistischer Drecksack“, „rote Rotznase“ und in der zweiten Staffel auch als „anarchistischer Speckbulle“ bezeichnet. Er stammt aus der DDR und konnte noch rechtzeitig in den Westen flüchten. Seine Eltern wohnen jedoch immer noch dort. In der Folge Besuch aus der Ostzone kommen seine Eltern über ein verlängertes Wochenende zu Besuch, um auch zum ersten Mal ihre Schwiegertochter kennenzulernen. Von Beruf ist Michael Feinmechaniker.

### Nebenfiguren
Frau Suhrbiereine Nachbarin (auf ihre bloße Erwähnung hin reagiert Alfred cholerisch), die ein Running Gag in der Serie ist. In einigen Folgen lautet ihr Vorname Hertha, in einer anderen Folge Gerlinde. Sie ist Hauseigentümerin und SPD-Mitglied.
Frau Fechnereine Nachbarin, die mit Else befreundet ist. Ihr Mann arbeitet bei der Post. Alfred trifft in der ersten Folge auch auf ihren streitlustigen Schwager Erwin.
Frau Burdenskieine weitere Nachbarin, deren Mann bei der Post arbeitet. Alfred trifft in Folge 13 auch auf ihren Schwager Erwin. Da es sich um ein weitestgehendes Remake der ersten Folge handelt, ist es offenbar nur ein veränderter Name für Frau Fechner.
RübensahmInhaber eines kleinen Lebensmittelgeschäfts in der Nachbarschaft. Alfred kritisiert ihn oft wegen seiner hohen Preise und seiner laut Alfred willkürlichen Öffnungszeiten. In einigen Folgen lautet sein Vorname Erich, in anderen Folgen Emil.
Koslowskider Junggeselle arbeitet bei einer Versicherung und ist wahrscheinlich Alfreds einziger Freund. In einigen Folgen lautet sein Vorname Peter, in anderen Folgen Erwin. Er ist Katholik.
RudiInhaber einer kleinen Eckkneipe in der Nachbarschaft, in der Alfred einmal die Woche etwas trinken geht und nach Angaben der Familie mindestens einmal im Monat einen Streit anzettelt und hinausgeworfen wird.

## Produktion
Die einzelnen Episoden wurden erst am Tag ihrer Ausstrahlung vor Publikum aufgezeichnet. Daher konnten tagesaktuelle Ereignisse kurzfristig in die Drehbücher aufgenommen werden.
Die ersten elf Folgen der ersten Staffel wurden zunächst für das Dritte Programm in Schwarzweiß gedreht. Später wurden vier Folgen für das Erste Deutsche Fernsehen in Farbe neu gedreht, teils mit verändertem Drehbuch. Die 12. Folge (Sylvesterpunsch) wird zu Silvester – ähnlich wie Dinner for One – immer wieder ausgestrahlt. Es war zudem die erste Folge in Farbe. Auch die Folge Rosenmontagszug wird regelmäßig zu Karneval wiederholt und die Folge Besuch aus der Ostzone am 3. Oktober (Tag der Deutschen Einheit), da die Handlung am verlängerten Wochenende des 17. Juni, dem damaligen „Tag der deutschen Einheit“ der Bundesrepublik Deutschland, spielt.
Lange Zeit blieb unklar, ob Folge 11, Der Sittenstrolch, wirklich erneut als Folge 21 in Farbe gedreht wurde oder ob dies eine irrtümliche Angabe war, denn im Archiv des WDR ließen sich weder Hinweise noch ein Sendeband zu dieser Folge finden. Erst im Juni 2005 wurde der Farbfilm bei Recherchen des Magazins Digital-Movie.de unter Mithilfe von Zuschauerpost.de im Archiv des SWR wiedergefunden; die Folge wurde als einzige vom SDR und nicht vom WDR produziert.
Auch die sonstigen in Farbe gedrehten Folgen enthalten meistens inhaltliche Parallelen zu älteren Folgen. So sind beispielsweise in den Folgen Frühjahrsputz und Der Fernseher längere Textpassagen, in denen Alfred Michael den Berliner Mauerbau erklärt, inhaltlich identisch. Auch gibt es zwischen Der Ofen ist aus und Das Hähnchen große Parallelen. Ein weiteres Beispiel ist die Szene mit Elses Kleid in Sylvesterpunsch und Silberne Hochzeit. Des Weiteren ist der Dialog über Willy Brandt in den Folgen Silberne Hochzeit und den Folgen 8 und 18 Urlaubsvorbereitung identisch.
Die zweite Staffel wurde nach vier Folgen eingestellt. Begründet wurde dies von den Produzenten damit, dass das Konzept nicht mehr zeitgemäß sei und das Zuschauerinteresse daher sinke.

## Erfolg der Serie
Ein Herz und eine Seele wurde von Wolfgang Menge – ebenso wie die US-amerikanische Fernsehserie All in the Family (1971–1979) – nach dem Vorbild der britischen Serie Till Death Us Do Part (1965–1975) entwickelt. Deren Schöpfer Johnny Speight wurde aus rechtlichen Gründen daher im Abspann von Ein Herz und eine Seele genannt. Menge passte das Format den deutschen Verhältnissen (SPD-Regierung, Nachwehen der Studentenrevolte) entsprechend an, übernahm aber die Namen der Figuren aus Till Death Us Do Part: Alfred heißt im Original Alf, Michael heißt Mike, Else und Rita haben in beiden Serien denselben Namen. Auch die anrufbare Telefonzelle wurde aus der Vorlage übernommen, obwohl es diese in Deutschland zu dieser Zeit noch nicht gab. Die Erklärung dazu in der ersten Folge Das Hähnchen: Herr Fechner, ein Postmitarbeiter, habe die Telefonzelle für die Nachbarschaft so eingestellt. Gleiches in der 13. Folge Der Ofen ist aus – der Farbversion der Folge Das Hähnchen: Hier trug der Postmitarbeiter den Namen Burdenski.
Fernsehgeschichtlich bedeutsam war indes die Übernahme des Sitcom-Formats ins deutsche Programm. Auch war es die erste Fernsehserie, die sich mit dem politischen Geschehen der damaligen Zeit auseinandersetzte. Die kammerspielartige Serie arbeitete mit einem Minimum an handelnden Personen.
Die derbe Sprache und die zotigen Gags wie auch die ideologische Polarisierung der Protagonisten mit Bezug auf die aktuelle politische Lage waren für das Fernsehen noch ungewohnt; nach anfänglicher Kritik erfreuten sie sich jedoch bald großer Beliebtheit. Die Resonanz auf die Serie war gespalten; ein Teil der Zuschauer sah in der Serie eine Satire auf den spießigen Kleinbürger und die Figur Alfred als Anhäufung negativer Eigenschaften. Einige fühlten sich durch Alfred Tetzlaff aber in ihrer reaktionären Sichtweise bestärkt und hielten hoch, dass Alfred all das sagte, was sonst keiner auszusprechen wagte.
Der damalige Postminister Horst Ehmke bezeichnete in einer Bundestagsdebatte im Februar 1974 den CDU-Politiker Alfred Dregger als „Ekel-Alfred“. 1974 erschienen im Rowohlt Verlag drei Taschenbücher mit den Texten aus jeweils zwei Folgen.

## Episoden
| #         | Titel | Erstausstrahlung | Inhalt |
| Staffel 1 | Staffel 1 | Staffel 1        | Staffel 1 |
| --------- | --- | ---------------- | --- |
| 01        | Das Hähnchen | 15. Jan. 1973    | Als Alfred von seinem „schweren“ Arbeitstag heimkehrt, ist niemand zu Hause, der ihn empfängt und bemitleiden kann. Zu allem Ärger ist der Tisch nicht gedeckt und auch der Kühlschrank ist leer. Feuer hat natürlich auch niemand gemacht, und so lässt er seinen Frust an den allmählich eintreffenden Familienmitgliedern aus. |
| 02        | Der Fernseher | 29. Jan. 1973    | Alfred sitzt im Wohnzimmer. Michael kommt dazu und sie diskutieren über den Fernseher, der ausgeschaltet bleiben soll. Anschließend erklärt Alfred Michael die angebliche Spionagetätigkeit von Walter Ulbricht. Als sie eine Sportübertragung sehen möchten, ist der Fernseher kaputt und Alfred macht sich daran, ihn zu reparieren, bis die Sicherung rausfliegt, allerdings läuft der Fernseher bald wieder. Else ruft in der Zwischenzeit einen Techniker, der von Alfred wieder rausgeschmissen wird. Am Ende wird der Fernseher an seinen Platz zurückgestellt, Alfred schaltet den Fernseher ein, der daraufhin implodiert. |
| 03        | Besuch aus der Ostzone | 12. Feb. 1973    | Michaels Eltern kommen zu Besuch, um ihre Schwiegertochter kennenzulernen. Alfred gibt seine Meinung über die Ostzone kund. Nachdem er zusammen mit Michaels Vater in Rudis Kneipe war, kocht er das Feiertagsessen. |
| 04        | Die Beerdigung | 26. Feb. 1973    | Da die Nachbarin Frau Grätz ohne Angehörige verstorben ist, sammelt Alfred für ihre Beerdigung. Geizig rechnet er zusammen mit Rübensahm alles genau durch und weiß genau, dass sich Fernsehen an so einem Tag nicht gehört. Als er dann alleine fernsieht, springt Michael sogar wieder aus dem Bett, um Fußball zu schauen. Am nächsten Tag findet der Leichenschmaus bei Tetzlaffs statt. |
| 05        | Die Bombe | 12. März 1973    | Else hat ein Paket für den Nachbarn „M. Ahmed Ben Yussuf“ angenommen. Da der Adressat ein Araber ist und obendrein bei Frau Suhrbier wohnt, ist für Alfred klar: In dem Paket ist eine Bombe. Erst wirft er es aus dem Fenster, dann ruft er die Polizei, die sich jedoch weigert, es zu öffnen. Als der Empfänger es abholt, stellt sich heraus, dass es sich bloß um ein Spielzeug handelt. Am Schluss kommt es trotzdem zu einer gewaltigen Explosion. |
| 06        | Hausverkauf | 26. März 1973    | Michael möchte ein größeres Haus kaufen, um Alfred seltener über den Weg zu laufen. Um den Preis für Alfreds Reihenhaus festzustellen, lädt er einen Makler ein. Als Alfred von diesem Plan erfährt, wird er zornig und greift seinen hinterhältigen Schwiegersohn mit einem Messer an. Zudem weigert er sich, sein Haus zu verkaufen. |
| 07        | Silberne Hochzeit | 9. Apr. 1973     | Obwohl Alfred den eigenen silbernen Hochzeitstag vergessen hat, bekommt Else Blumen und eine Brosche geschenkt. Rita und Michael haben aber nicht nur Geschenke, sondern auch einen Tisch in einem vornehmen französischen Restaurant bestellt. So vornehm, dass sich die Familie blamiert, wobei Alfred sich verplappert und Else erfährt, wer sie beschenkt hat. |
| 08        | Urlaubsvorbereitung | 30. Apr. 1973    | Die Tetzlaffs wollen ihren Urlaub zum ersten Mal im Ausland verbringen, allerdings hat Alfred an jedem Ort etwas auszusetzen. Else und die Kinder gehen ins Reisebüro und Alfred leiht sich von Koslowski einen Taucheranzug. Als es in der Telefonzelle klingelt, verlässt Alfred im Taucheranzug das Haus und wird von einem Polizeibeamten abgeführt, bevor seine Familie zurückkommt. |
| 09        | Erntedankfest | 1. Okt. 1973     | Am Erntedankfesttag hält Alfred seiner Familie einen Vortrag über seinen Gemüseanbau im Garten, welcher allerdings keine großen Erträge hervorgebracht hat. Sein Versuch, sich Kartoffeln in Rudis Kneipe zu besorgen, misslingt. Zusätzlich kommt Elses Schwester zu Besuch. |
| 10        | Eine schwere Erkrankung | 28. Okt. 1973    | Als Alfred glaubt, schwer krank zu sein, bestellt er einen Arzt ins Haus. Der ist jedoch selbst krank und kann bei Alfred nichts feststellen. Deshalb begibt Alfred sich zur Untersuchung ins Krankenhaus, er ist jedoch gesund. Dort behalten wird Else, bei ihr wurde eine Krankheit festgestellt. |
| 11        | Der Sittenstrolch | 26. Nov. 1973    | Während Else mit Frau Fechner einkaufen war, soll sich im nahen Park ein Exhibitionist gezeigt haben. In der Küche reizen Alfred und Michael Frau Fechner fast dazu, ihre Brüste zu entblößen. Nachdem Else das verhindert hat, kommt ein Polizist und stellt Alfred zweideutige Fragen. So muss Alfred zugeben, dass er im Park uriniert hat und dabei zufällig von jemandem gesehen worden ist. |
|           | Ab Folge 12 wurde die Serie in Farbe produziert und nicht mehr im WDR-Fernsehen (damals WDF), sondern im ersten Programm (ARD) ausgestrahlt. |                  | |
| 12        | Sylvesterpunsch | 31. Dez. 1973    | Während am Silvesterabend das Essen gekocht wird, macht Alfred Punsch. Entgegen seiner Gewohnheit will er dieses Jahr die Neujahrsansprache nicht sehen, weil sie von einem Sozialdemokraten kommt. Als er sich mit seinem Punsch den Fuß verbrennt, kühlt er ihn in der Kartoffelschüssel. Während des Essens gibt er sein gesammeltes Wissen über Gastarbeiter preis. Dann trinkt er seinen Punsch alleine aus. Obwohl betrunken, tanzt er mit Else Tango, bis er die Deko von der Decke holt. |
| 13        | Der Ofen ist aus Farbversion der Folge 1 | 28. Jan. 1974    | Der Inhalt ist der der ersten Folge, jedoch als Farbfassung mit leicht abgeänderten Texten |
| 14        | Rosenmontagszug | 25. Feb. 1974    | Empört darüber, keine Frühstücksbrötchen zu bekommen – denn es ist Rosenmontag –, lässt sich Alfred über die Arbeitsmoral der Deutschen aus. Aber weil er ja schließlich ein pflichtbewusster Bürger ist, geht er mit seiner Familie zu seinem Freund und Nachbarn Koslowski, um sich dort den Rosenmontagszug anzusehen. Standesgemäß brilliert Alfred in einem Napoleon-Kostüm. |
| 15        | Frühjahrsputz Farbversion der Folge 2 | 18. März 1974    | Else, Rita und Michael machen Frühjahrsputz und haben dafür das Wohnzimmer ausgeräumt. Alfred kommt mit einer Hertha-BSC-Flagge nach Hause, weil er von Koslowski nicht zum Spiel mitgenommen wurde. Er schimpft zunächst über die Sozialisten, anschließend erklärt er Michael, dass Walter Ulbricht bereits seit seiner Jugend ein antikommunistischer Agent war, dessen Glanzleistung zur Diskreditierung des Kommunismus die Berliner Mauer ist. Nach einem Streit mit Else will Alfred die Sportschau sehen, aber der Fernseher ist kaputt. Er macht sich daran, den Fernseher zu reparieren.                                  |
| 16        | Selbstbedienung | 13. Apr. 1974    | Else vergisst beim Einkauf, einen Artikel zu bezahlen, und wird deswegen des Ladendiebstahls bezichtigt. Aus Angst verschweigt sie es ihrem Mann zunächst. Alfred gibt damit an, wie viel er während des letzten Krieges in besetzten Ländern „requiriert“ habe; Ladendiebstahl hingegen sieht er als Verbrechen an. Von einer Anzeige sieht der Detektiv ab; dann entdeckt er, dass Alfreds Versuch, Preisschilder zu manipulieren, dazu geführt hat, dass jener sogar draufgezahlt hat. |
| 17        | Besuch aus der Ostzone Farbversion der Folge 3                                                                                               | 17. Juni 1974    | Michaels Eltern kommen zu Besuch, um ihre Schwiegertochter kennenzulernen. Anlässlich des anstehenden WM-Spiels zwischen der DDR und der BRD tut Alfred seine Meinung über die Ostzone und deren Fußballmannschaft kund. Nachdem er abends mit Michaels Vater in der Kneipe war, kocht er (nach eigener Auffassung) am darauffolgenden Tag das Feiertagsessen. |
| 18        | Urlaubsvorbereitung Farbversion der Folge 8                                                                                                  | 15. Juli 1974    | Die Tetzlaffs wollen ihren Urlaub zum ersten Mal im Ausland verbringen, allerdings hat Alfred an jedem Ort etwas auszusetzen. Während Else und die Kinder ins Reisebüro gehen, probiert Alfred einen Taucheranzug aus, den er sich von Koslowski geliehen hat. Als Else vom Reisebüro aus in der Telefonzelle anruft, verlässt Alfred im Taucheranzug das Haus und wird, weil er sich nicht ausweisen kann, von einem Polizeibeamten in Gewahrsam genommen. |
| 19        | Tapetenwechsel | 12. August 1974  | Ekel Alfred schikaniert seine Familie mal wieder derart, dass Rita und Michael überlegen, ob sie nicht umziehen sollten, zumal in der Nähe ein Haus zum Verkauf steht. Alfred ist natürlich strikt dagegen, schließlich braucht er sie, um seine Launen an ihnen auszulassen. |
| 20        | Der Staatsfeind | 9. Sep. 1974     | Ein geheimnisvoller Mann zieht Erkundigungen über Alfred und seinen besten Freund Koslowski ein. Alfred ist entsprechend beunruhigt und macht sich seine Gedanken. Letztendlich handelte es sich aber nur um eine Umfrage. |
| 21        | Der Sittenstrolch Farbversion der Folge 11                                                                                                   | 4. Nov. 1974     | Während Else mit Ruth Suhrbier einkaufen war, soll sich im nahen Park ein Exhibitionist gezeigt haben. In der Küche reizt Alfred Ruth dazu, ihren Busen zu entblößen. Nachdem Else das verhindert hat und Alfred seine Ansichten über Evolution kundgetan hat, kommt ein Polizist und stellt Alfred zweideutige Fragen. So muss Alfred zugeben, dass er im Park uriniert hat und dabei zufällig von jemandem gesehen worden ist. |
|           | Requiem für ein Ekel | 27. Dez. 1974    | Zum vorläufigen Ende der Serie wurde das Special Requiem für ein Ekel ausgestrahlt, in dem Wissenschaftler und Redakteure in der Original-Kulisse über die Wirkung der Serie diskutierten. Auch Alfred-Darsteller Heinz Schubert sprach darin über seine Rolle. |
| Staffel 2 | Staffel 2 | Staffel 2        | Nach 18 Monaten Pause wurde die Serie fortgesetzt, wobei die Rolle der „Else Tetzlaff“ mit Helga Feddersen, die des Schwiegersohns mit Klaus Dahlen besetzt wurde. |
| 22        | Telefon! | 31. Mai 1976     | Weil Alfred es leid ist, vor seiner Haustür vor der Zelle zu warten, lässt er sich ein Telefon anschließen. Weil er aber in der Hast den Zellenhörer abgerissen hat, muss er seinen Apparat dem gesamten Publikum zur Verfügung stellen. |
| 23        | Massage | 5. Juli 1976     | Obwohl Alfred sich wie so oft als der Größte darstellt, ist er das Leiden in Person, als er unglücklich vom Stuhl fällt. Seine Familie muss einen Arzt rufen, der jedoch bei Alfred kein schweres Leiden feststellen kann. So verordnet er ihm eine Massage und Else bestellt ihm eine Masseurin zu einem Hausbesuch. Michael rechnet mit einer Verwechselung, alle außer Else erwarten eine Masseuse – doch nach der Behandlung verlangt sie tatsächlich das Kassenrezept. |
| 24        | Modell Tetzlaff | 27. Sep. 1976    | Ein amerikanischer Journalist will eine Reportage über typisch deutsche Familien machen und hat sich die Tetzlaffs ausgesucht. Während Else und Rita das Haus saubermachen, ist Alfred beim Friseur. Die Familie geht anschließend in ein vornehmes Restaurant, und alle trinken während des Wartens so viel Alkohol, dass sie sich vollkommen danebenbenehmen, als der Reporter endlich eintrifft. |
| 25        | Schlußwort | 22. Nov. 1976    | Alfred nimmt vor seiner Tür spielenden Kindern ihren Ball weg, bringt einen Mann zu Fall und verursacht einen Verkehrsunfall. Deswegen landet er vor Gericht und muss Rechenschaft über sein Leben, seine Ansichten zu Erziehung und Politik ablegen. Als er erfährt, dass seine eigene Tochter schwanger ist, beendet er seine Verteidigung mit einem Plädoyer. |

## Sonstiges
- Ein Running Gag in der Serie ist die ominöse Nachbarin Frau Suhrbier, die in diversen Folgen mehrfach erwähnt wird, in der Serie jedoch nie zu sehen ist. Es wird aber deutlich, dass zwischen Alfred und ihr eine große Abneigung besteht, da sie SPD-Mitglied und zugleich Hausbesitzerin ist und sogar schon einmal demonstriert hat (wenn auch nur gegen die hohen Preise). In Folge 21 hat allerdings ihre Nichte Ruth einen Auftritt. In der Farbfassung von Besuch aus der Ostzone wird sogar der damalige niederländische Nationalspieler Wim Suurbier erwähnt, während Alfred sich das Spiel Uruguay – Niederlande im Fernsehen ansieht.
- Hildegard Krekel und Diether Krebs waren, während die Serie lief, auch privat miteinander liiert.
- Weil Diether Krebs argwöhnte, das Drehbuch werde auf Drängen der SPD entschärft, stieg er nach der ersten Staffel aus.[9] Auch der WDR berichtete später, die SPD habe zunehmend Einfluss auf die Drehbuchautoren ausgeübt.[10]
- Die Farbfassung von Besuch aus der Ostzone enthält aus heutiger Sicht eine besondere Ironie, da sie während der Fußball-WM 1974 gedreht und ausgestrahlt wurde und die DDR-Auswahl, über die sich Alfred im Gespräch mit Michaels Vater Otto (Nikolaus Schilling) lustig macht, einige Tage später in ihrem einzigen Spiel gegen die DFB-Auswahl mit 1:0 gewann (siehe auch Fußballländerspiel Deutsche Demokratische Republik – Bundesrepublik Deutschland 1974).
- In der Folge Rosenmontagszug, die tatsächlich am Rosenmontag produziert wurde, musste die damalige Regieassistentin Ilse Hofmann kurzfristig eine Nebenrolle übernehmen, da die eigentlich dafür vorgesehene Schauspielerin Eva Böttcher (a) betrunken im Hotelzimmer aufgefunden wurde.[4]
- Bei 23 Folgen führte Joachim Preen Regie. Bei zwei Folgen der zweiten Staffel (Telefon und Schlusswort) führte Jürgen Flimm Regie.
- Ursprünglich sollte Gert Fröbe den Alfred Tetzlaff spielen; er lehnte aber aus Zeitgründen ab. Harald Juhnke wurde auch gefragt, doch er „konnte und wollte keinen Proleten spielen.“[11]
- In der Folge Die Bombe fragt der Sprengstoffexperte, ob Alfred „M. Ahmed Ben Yussuf“ sei; darauf sagt Alfred, er sei „Kara Ben Nemsi“. In der gleichnamigen ZDF-Serie spielte Heinz Schubert den Hadschi Halef Omar, während Kara Ben Nemsi von Karl-Michael Vogler verkörpert wurde.
- In der Episode Erntedankfest kommt heraus, dass das von Familie Tetzlaff bewohnte Haus von Elses Vater vererbt wurde. Zudem wird am Ende der Episode durch die Reden von Elses Schwester Dorothea und das Verhalten Alfreds versteckt angedeutet, dass beide mal eine heimliche Affäre miteinander hatten.
- Die auf der 2005 erschienenen DVD-Box und Silvester 2011 erstmals im Fernsehen gezeigten 90-sekündigen Einspielfilme Kanalloch, Mädchen und Zebrastreifen[12] zeigen, wie Alfred Tetzlaff außer Haus in seltsame Situationen gerät.[13] Diese drei Kurzfilme sowie bisher unveröffentlichtes Material zeigen Alfred Tetzlaff erstmals als Pantomimen.[12][14] Die Kurzfilme wurden in Alsdorf (Kreis Aachen) gedreht. Im Hintergrund sind u. a. die Kühltürme der Kokerei Anna zu erkennen. Weiteres unveröffentlichtes Material sowie die erste Szene aus Zebrastreifen wurden auch in Aachen am Wehrhaften Schmied gedreht. Diese Einspieler wurden mit der Titelmelodie der Serie unterlegt. Bei Zebrastreifen wurden zusätzlich die ersten 30 Sekunden mit der Titelmelodie aus Spiel mir das Lied vom Tod von Ennio Morricone und einem zusätzlichen Geräusch eines bremsenden Pkw unterlegt. Zu der Zeit war es üblich, Szenen auf 16-mm-Film aufzunehmen und dann auf U-Matic-Bänder umzukopieren, um daraus einen fertigen Beitrag zu schneiden und nachzuvertonen. Für solche Zwecke wie in diesem Fall wurden Ü-Wagen eingesetzt, die mit entsprechender Technik ausgestattet waren. Die Kurzfilme wurden von WDR-Programmplaner Klaus Kunde-Neimöth bei der Recherche nach der Farbversion von Sittenstrolch zufällig im WDR-Archiv entdeckt. Ein aufmerksamer Archivar habe zuvor diese bei der Sichtung der beliebten Serie zuordnen und richtig betiteln können, und somit seien die seltenen Filme auch unter Ein Herz und eine Seele zugänglich gewesen, so Klaus Kunde-Neimöth in einem Interview gegenüber WDR.de.
- Rita arbeitet in einem Kaufhaus in der Kosmetikabteilung. In keiner Folge wurde Rita gezeigt, wie sie dort arbeitet. Zwischen 1980 und 1983 wird dies jedoch nachgeholt. In der Serie 6 Richtige, die im nordrhein-westfälischen Regionalfenster der ARD, WWF, lief, geht die Familie Richtig in die Kosmetikabteilung eines Kaufhauses und wird dort von einer Rita (Hildegard Krekel) bedient. Sie sprüht Opa Richtig mit diversen Parfüms ein, bevor sich die Familie für eines entscheidet. Den Opa spielte Benno Hoffmann, der schon in der Folge Massage von Ein Herz und eine Seele den Arzt, von dem Alfred Tetzlaff untersucht wurde, gespielt hatte.
- 1998 entstand mit der zwölfteiligen Serie Das Lied zum Sonntag ein indirektes Spin-off. Jaecki Schwarz und Rotraud Schindler treten darin als Ehepaar Arnold und Edith Tetzlaff auf, geschrieben wurde die Serie wiederum von Wolfgang Menge.[15]
- Das deutsche MAD brachte einmal in den 1970er Jahren eine Parodie der Serie unter dem Titel Kein Herz und viel Gequäke. Diese deutsche Parodie war eine Adaption einer Parodie der US-amerikanischen Serie All in the family (die genau wie die deutsche Fernsehserie auf der englischen Serie Till death do us part beruht), die zuvor im amerikanischen MAD erschienen war. Für die deutsche Parodie wurde dabei jedes einzelne Comicbild der US-Parodie von einem deutschen Zeichner im Stile des MAD-Zeichners Mort Drucker abgezeichnet und die Figuren durch ihre jeweiligen deutschen Pendants ersetzt. U. a. wird Alfreds/Archies derbe Ausdrucksweise in der Rolle des „Tabubrechers“ im Vorabendprogramm damit parodiert, dass er dem Fernsehpublikum hartnäckig entgegen dem Wunsch der restlichen Familienmitglieder, er möge sich doch bitte zurückhalten, eine Toilette samt Funktionsweise demonstriert. Eine derartige Ausdrucksweise war bis dahin (worauf auch die Dialoge verweisen) ebenso wie der derbe Humor im Vorabendfernsehen nahezu unbekannt. In beiden Fassungen wird das Familienoberhaupt am Ende von einem „alten Kriegskameraden“ zu einer gemeinsamen nächtlichen Sauftour abgeholt: Adolf Hitler.
- Der TV-Zuschauer kann auch Zeuge dilettantischer Spezial-Effekte werden. So sieht man in der Schwarz-Weiß-Folge mit dem defekten Fernseher, wie Heinz Schubert nach dem Wieder-Einschalten neben den Fernseher greift, sich danach noch einmal versichert, dass er etwas in der Hand hat und während des Knall-Effektes sich selbst Ruß ins Gesicht schmiert, was man im nächsten Bild in Nahaufnahme sehen kann. Weiterhin ist in der Szene, als Alfred mit dem Porzellan-Aschenbecher versucht, den Nagel des schief hängenden Bildes wieder in die Wand zu schlagen, erkennbar, dass er unmittelbar davor den präparierten (geklebten) Aschenbecher in zwei Hälften bricht, um diese später der Kamera zu zeigen. In der Rosenmontags-Folge sieht man eine Hand, die eine Torte durchs Fenster ins Gesicht von Alfred wirft. In der Folge „Sylvesterpunsch“ kippt Alfred seinen kochend heißen Punsch in ein Bowlenglas. Das Zerspringen des Glases, das Verbrühen seines Fußes und die Scherben wie auch die zu erwartende Pfütze auf dem Boden mussten pantomimisch dargestellt werden.[16]
- In der im November 2021 vom zuständigen Bundesministerium der Finanzen vorgestellt Briefmarkenliste für 2023 war zum 50. Jubiläum von Ein Herz und eine Seele die Ausgabe einer Briefmarke zu 160 Eurocent innerhalb der Briefmarkenserie Deutsche Fernsehlegenden am 2. November 2023 vorgesehen. Diese Marke ist jedoch nicht erschienen.

## Weitere Darsteller
| Rolle                       | Darsteller              | Folgen                                                                                 |
| --------------------------- | ----------------------- | -------------------------------------------------------------------------------------- |
| Frau Fechner                | Renate Schubert         | Das Hähnchen (1), Die Beerdigung (4), Urlaubsvorbereitung (8) & Der Sittenstrolch (11) |
| Erwin Fechner               | Willi Pelser            | Das Hähnchen (1)                                                                       |
| Frau in der Telefonzelle    | Barbara Nüsse           | Das Hähnchen (1)                                                                       |
| Fernsehmonteur              | Tilman Röhrig           | Der Fernseher (2)                                                                      |
| Rudi (y)                    | Wolfgang Grönebaum      | Besuch aus der Ostzone (3)                                                             |
| Otto Graf                   | Robert Rathke           | Besuch aus der Ostzone (3)                                                             |
| Frau Graf                   | Rosemari Kühn           | Besuch aus der Ostzone (3 + 17)                                                        |
| Kneipengast                 | Hans Joachim Zenke      | Besuch aus der Ostzone (3) & Der Staatsfeind (20)                                      |
| Rübensahm                   | Jochen Stern            | Die Beerdigung (4)                                                                     |
| Oma Putz                    | Otti Ottmar             | Die Beerdigung (4)                                                                     |
| Trauergast                  | Friedrich Theuring      | Die Beerdigung (4)                                                                     |
| Trauergast                  | Wilfried Szubries       | Die Beerdigung (4)                                                                     |
| Trauergast                  | Wolfgang Grönebaum      | Die Beerdigung (4)                                                                     |
| Inspektor Brahms            | Werner Meyer            | Die Bombe (5)                                                                          |
| M. Ahmed Ben Yussuf         | Mohammid Nabi Kiani     | Die Bombe (5)                                                                          |
| Makler                      | Lutz Moik               | Hausverkauf (6)                                                                        |
| Kellner                     | Axel Ganz               | Silberne Hochzeit (7)                                                                  |
| Kellner                     | Bert Stevens            | Silberne Hochzeit (7)                                                                  |
| Kellnerin                   | Karin David             | Silberne Hochzeit (7)                                                                  |
| Frau im Reisebüro           | Barbara Nüsse           | Urlaubsvorbereitung (8)                                                                |
| Polizeiobermeister Brückner | Jürgen Kraft            | Urlaubsvorbereitung (8 + 18) & Der Sittenstrolch (11)                                  |
| Koslowski                   | Rudolf Brand            | Urlaubsvorbereitung (8)                                                                |
| Dorothea                    | Edda Seippel            | Erntedankfest (9)                                                                      |
| Rudi (y)                    | Wolfgang Feige          | Erntedankfest (9)                                                                      |
| Dr. Keller                  | Hans Mahnke             | Eine schwere Erkrankung (10)                                                           |
| Patient                     | Franz Gesien            | Eine schwere Erkrankung (10)                                                           |
| Krankenhausarzt             | Gottfried Herbe         | Eine schwere Erkrankung (10)                                                           |
| Erwin Burdenski             | Heinz-Günter Kilian     | Der Ofen ist aus (13)                                                                  |
| Frau in der Telefonzelle    | Ute Cremer              | Der Ofen ist aus (13)                                                                  |
| Frau von der Auskunft       | Gisela Gotthardt        | Der Ofen ist aus (13)                                                                  |
| Frau Burdenski              | Eva Böttcher (z)        | Der Ofen ist aus (13)                                                                  |
| Rübensahm                   | Karl-Heinz Walther      | Rosenmontagszug (14)                                                                   |
| Elvira                      | Gaby Go                 | Rosenmontagszug (14)                                                                   |
| Frau Burdenski              | Ilse Hofmann (z)        | Rosenmontagszug (14)                                                                   |
| Koslowski                   | Jochen Stern (x)        | Rosenmontagszug (14), Urlaubsvorbereitung (18) & Der Staatsfeind (20)                  |
| Ladendetektiv               | Alfons Höckmann         | Selbstbedienung (16)                                                                   |
| Kassiererin                 | Renate Becker           | Selbstbedienung (16)                                                                   |
| Rudi (y)                    | Oskar Werner Engartner  | Besuch aus der Ostzone (17) & Der Staatsfeind (20)                                     |
| Otto Graf                   | Nikolaus Schilling      | Besuch aus der Ostzone (17)                                                            |
| Rübensahm                   | Winfried Lünemann       | Urlaubsvorbereitung (18) & Der Staatsfeind (20)                                        |
| Frau Hennig                 | Marie-Luise Marjan      | Urlaubsvorbereitung (18)                                                               |
| Frau im Reisebüro           | Gundy Grand             | Urlaubsvorbereitung (18)                                                               |
| Fahrradfahrer               | Bert Stevens            | Urlaubsvorbereitung (18)                                                               |
| Leila                       | Ingrid Kelemen          | Tapetenwechsel (19)                                                                    |
| Frau Fechner                | Gisela Keiner           | Der Staatsfeind (20)                                                                   |
| Herr Budewig                | Hartmut Alberts         | Der Staatsfeind (20)                                                                   |
| Ruth Suhrbier               | Irmgard Riessen         | Der Sittenstrolch (21)                                                                 |
| Hauptwachtmeister Peimann   | Helmut Oeser            | Der Sittenstrolch (21)                                                                 |
| Frau Bergengrün             | Tana Schanzara          | Telefon! (22)                                                                          |
| Telefontechniker            | Gerhard Olschewski      | Telefon! (22)                                                                          |
| Auszubildender              | Christoph Schlingensief | Telefon! (22)                                                                          |
| Nachbar                     | Anton Strnad            | Telefon! (22)                                                                          |
| Nachbarin                   | Gisela Zülch            | Telefon! (22)                                                                          |
| Arzt                        | Benno Hoffmann          | Massage (23)                                                                           |
| Uschi                       | Christine Schuberth     | Massage (23)                                                                           |
| Kellner                     | Alfons Höckmann         | Modell Tetzlaff (24)                                                                   |
| Fotograf                    | Olaf Ploetz             | Modell Tetzlaff (24)                                                                   |
| Friseur                     | Eberhard Steib          | Modell Tetzlaff (24)                                                                   |
| Richter                     | Konrad Georg            | Schlußwort (25)                                                                        |
| Nachbar                     | Hans-Rolf Fuchs         | Schlußwort (25)                                                                        |

## DVD-Veröffentlichung
Eine DVD-Box mit 21 der 25 Folgen wurde im April 2005 veröffentlicht. Auf dieser DVD-Box wurde auf zwei Schwarzweiß-Folgen (1 und 3) und zwei Episoden in Farbe (18 und 21) verzichtet, dadurch entstand eine Abweichung bei der Nummerierung der einzelnen Folgen auf dem DVD-Cover. Nach umfangreichen Protesten der aktiven Fangemeinde ist nachträglich am 12. September 2005 eine Spezial-DVD mit dem Titel Die verschollenen Folgen erschienen. Von der Existenz der Folge 21 wusste die Produktion lange nichts (siehe dazu „Produktion“). Im März 2009 erschien eine neue DVD-Box mit allen 25 Folgen, digital überarbeitet, plus Bonusmaterial auf acht DVDs. Im Juni 2014 erschien eine Neuauflage der DVD-Box aus dem Jahr 2009 auf sieben DVDs – auf die Bonus-DVD (Interviews mit Wolfgang Menge und Hildegard Krekel sowie „Requiem für ein Ekel“ und „Geliebtes Ekel“) wurde diesmal verzichtet.